# Copa espanyola de bàsquet femenina 1987-1988
La Copa de la Reina de bàsquet 1987-88 fou la vint-i-sisena edició de la Copa espanyola de bàsquet. Se celebrà el 20 i 21 de desembre de 1987 al Pavelló Municipal de Lugo i fou organitzada per la Federació Espanyola de Basquetbol. Hi participaren els quatre equips millors classificats de la primera volta de la Primera Divisió femenina, el Raventós Catasús, vigent campió, l'Arjeriz Xuncas, com a equip amfitrió, el Cepsa Tenerife i el Kerrygold Gran Canaria, essent els mateixos equips de l'edició anterior. La competició es disputà en format d'eliminació directa, amb semifinals, tercer i quart lloc i final. La final del torneig fou retransmès en directe per TVE2.
Es proclamà campió el Raventós Catasús, que guanyà la seva tercera Copa de la Reina consecutiva.

## Competició

### Quadre de competició
|  | Semifinals               | Semifinals       |                          |    | Final | Final |
|  |                          |                  |                          |    |       |       |
|  | 20 de desembre 18:30 CET |                  |                          |    |       |       |
|  |                          |                  |                          |    |       |       |
|  | Arjeriz Xuncas           | 73               |                          |    |       |       |
|  | Arjeriz Xuncas           | 73               | 21 de desembre 19:30 CET |    |       |       |
|  | Kerrygold Gran Canaria   | 68               |                          |    |       |       |
|  | Kerrygold Gran Canaria   | 68               | Arjeriz Xuncas           | 56 |       |       |
|  | 20 de desembre 20:15 CET |                  | Arjeriz Xuncas           | 56 |       |       |
|  |                          | Raventós Catasús | 59                       |    |       |       |
|  | Raventós Catasús         | Raventós Catasús | 59                       | 80 |       |       |
|  | Raventós Catasús         |                  |                          | 80 |       |       |
|  | CEPSA Tenerife           | 65               |                          |    |       |       |
|  | CEPSA Tenerife           | 65               | Tercer i quart lloc      |    |       |       |
|  |                          |                  |                          |    |       |       |
|  | 21 de desembre 17:30 CET |                  |                          |    |       |       |
|  |                          |                  |                          |    |       |       |
|  | Kerrygold Gran Canaria   | 74               |                          |    |       |       |
|  | Kerrygold Gran Canaria   | 74               |                          |    |       |       |
|  | CEPSA Tenerife           | 87               |                          |    |       |       |

### Semifinals

#### Arjeriz Xuncas vs. Kerrygold Gran Canaria
| 20 de desembre de 1987 18:30 CET Informe | Arjeriz Xuncas                     | 73–68 | Kerrygold Gran Canaria | Pavelló Municipal, Lugo Àrbitres: Requena i Landeira |
| 20 de desembre de 1987 18:30 CET Informe | Resultat per meitats: 40-31, 33-37 |       |                        | Pavelló Municipal, Lugo Àrbitres: Requena i Landeira |
| 20 de desembre de 1987 18:30 CET Informe | Pts: Eizaguirre 23                 |       | Pts: Ares 22           | Pavelló Municipal, Lugo Àrbitres: Requena i Landeira |

#### Raventós Catasús vs. CEPSA Tenerife
| 20 de desembre de 1987 20:15 CET Informe | Raventós Catasús                                | 80–65 | CEPSA Tenerife                                     | Pavelló Municipal, Lugo Àrbitres: Escobar i Llamazares |
| 20 de desembre de 1987 20:15 CET Informe | Resultat per meitats: 31-26, 25-33              |       |                                                    | Pavelló Municipal, Lugo Àrbitres: Escobar i Llamazares |
| 20 de desembre de 1987 20:15 CET Informe | Pts: Hampton 26 Rebs: Hampton 12 Assist: Llop 6 |       | Pts: Boswell 21 Rebs: Sánchez 11 Assist: Boswell 2 | Pavelló Municipal, Lugo Àrbitres: Escobar i Llamazares |

### Tercer i quart lloc
| 21 de desembre de 1987 17:30 CET Informe | Kerrygold Gran Canaria             | 74–87 | CEPSA Tenerife  | Pavelló Municipal, Lugo Àrbitres: Requena i Llamazares |
| 21 de desembre de 1987 17:30 CET Informe | Resultat per meitats: 38-37, 36-50 |       |                 | Pavelló Municipal, Lugo Àrbitres: Requena i Llamazares |
| 21 de desembre de 1987 17:30 CET Informe | Pts: Doerner 33                    |       | Pts: Boswell 35 | Pavelló Municipal, Lugo Àrbitres: Requena i Llamazares |

## Final
L'Arjeriz Xuncas i el Raventós Catasús disputaren la final de la Copa de la Reina 1987-88, repetint la mateixa final de la temporada anterior. El partit es caracteritzà per la igualtat entre els dos equips, arribant al final de la primera part amb 31 a 26, favorable al club gallec. L'inici de la segona part es retardà 45 minuts per una amenaça falsa de bomba, que provocà el desallotjament del pavelló. La igualtat es mantingué durant tota la segona part. Quan faltaven dos minuts pel final la base catalana, Anna Junyer, empatà el partit (55-55) i, poc després, avançà per primer cop al club tortosí (59-56). El club gallec disposà d'un darrer atac per empatar el partit però sense èxit. El Raventós Catasús guanyà la seva tercera Copa de la Reina consecutiva i el segon de la temporada després de la Lliga catalana.
| 21 de desembre de 1987 19:30 CET Informe | Arjeriz Xuncas                     | 56–59 | Raventós Catasús                                        | Pavelló Municipal, Lugo Àrbitres: Escobar i Landeira |
| 21 de desembre de 1987 19:30 CET Informe | Resultat per meitats: 31-26, 25-33 |       |                                                         | Pavelló Municipal, Lugo Àrbitres: Escobar i Landeira |
| 21 de desembre de 1987 19:30 CET Informe | Pts: Johnson 18 Rebs: Johnson 11   |       | Pts: Junyer 25 Rebs: Junyer, Hampton 6 Assist: Junyer 2 | Pavelló Municipal, Lugo Àrbitres: Escobar i Landeira |

| Arjeriz Xuncas | Raventós Catasús |

| #                 | Pos.  | Jugadora       | Pts | Rbs. | Ass. |
| ----------------- | ----- | -------------- | --- | ---- | ---- |
| 4                 | B     | Cantalapiedra  | N/D | N/D  | N/D  |
| 5                 | P     | Johnson        | 18  | 11   | 0    |
| 6                 | E     | Nina Pont      | 0   | 0    | 0    |
| 8                 | AP    | Ángeles Araújo | 3   | 1    | 0    |
| 9                 | AP    | Wonny Geuer    | 15  | 4    | 0    |
| 10                | B     | Nieves Gonzalo | 2   | 0    | 0    |
| 11                | P     | Ana Eizaguirre | 5   | 2    | 0    |
| 12                | A     | Heredero       | 13  | 0    | 0    |
| 13                | E     | Salgado        | N/D | N/D  | N/D  |
| 14                | A     | Sureda         | N/D | N/D  | N/D  |
| 15                | P     | Martín         | N/D | N/D  | N/D  |
| Total             | Total | Total          | 56  | 18   | 0    |
| Entrenador        |       |                |     |      |      |
| Victoriano Varela |       |                |     |      |      |

| Campió de la Copa de la Reina 1987-88 |
| ------------------------------------- |
| Raventós Catasús Tercer títol         |
| MVP                                   |
|                                       |

| #            | Pos.  | Jugadora      | Pts | Rbs. | Ass. |
| ------------ | ----- | ------------- | --- | ---- | ---- |
| 4            | B     | Martin        | N/D | N/D  | N/D  |
| 5            | A     | Murillo       | 0   | 1    | 0    |
| 6            | AP    | Rosa Castillo | 8   | 2    | 0    |
| 7            | A     | Concha Zapata | 0   | 1    | 0    |
| 9            | P     | Kim Hampton   | 15  | 6    | 0    |
| 10           | B     | Anna Junyer   | 25  | 6    | 2    |
| 12           | E     | Roser Llop    | 9   | 0    | 0    |
| 13           | P     | Gina Elias    | 2   | 0    | 0    |
| 15           | P     | Judith Solana | 0   | 1    | 0    |
| Total        | Total | Total         | 59  | 17   | 2    |
| Entrenadora  |       |               |     |      |      |
| Maria Planas |       |               |     |      |      |

## Estadístiques
| Classificació final | Classificació final    | Classificació final | Classificació final | Classificació final | Classificació final | Classificació final | Classificació final |
| Pos,                | Club                   | PJ                  | PG                  | PP                  | PF                  | PC                  | BA                  |
| ------------------- | ---------------------- | ------------------- | ------------------- | ------------------- | ------------------- | ------------------- | ------------------- |
| 1                   | Raventós Catasús       | 2                   | 2                   | 0                   | 139                 | 121                 | +18                 |
| 2                   | Arjeriz Xuncas         | 2                   | 1                   | 1                   | 129                 | 127                 | +2                  |
| 3                   | CEPSA Tenerife         | 2                   | 1                   | 1                   | 152                 | 154                 | -2                  |
| 4                   | Kerrygold Gran Canaria | 2                   | 0                   | 2                   | 142                 | 160                 | -18                 |

| Màxima anotadora | Màxima anotadora | Màxima anotadora | Màxima anotadora | Màxima anotadora |
| #                | Nom              | PT               | PPP              | PJ               |
| ---------------- | ---------------- | ---------------- | ---------------- | ---------------- |
| 1                | Boswell          | 56               | 28,0             | 2                |
| 5                | Terry Doerner    | 49               | 24,5             | 2                |
| 2                | Blanca Ares      | 44               | 22,0             | 2                |
| 3                | Kim Hampton      | 41               | 20,5             | 2                |
| 4                | Anna Junyer      | 38               | 19,0             | 2                |